# یوسه‌ای

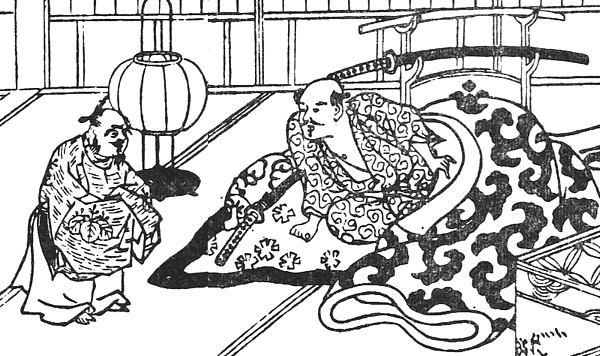
خدای خانگی زاشیکی واراشی، به اندازه یک کودک پنج یا شش ساله و مستعد شوخی‌های بی‌ضرر و گهگاه باعث شیطنت توصیف می‌شوند.

یُوسِه‌ای (ژاپنی: 妖精, ترجمه تحت‌اللفظی. «روح فریبنده یا افسون کننده») واژه‌ای در زبان ژاپنی است که به‌طور کلی مترادف با اصطلاح انگلیسی پری (フェアリー) است. امروزه این کلمه معمولاً به ارواح موجود در افسانه‌های غربی اشاره دارد، اما گاهی اوقات ممکن است به موجودی از فولکلور ژاپنی نیز اشاره داشته باشد. به‌طور مثال، طبق یک باور عامیانه قدیمی از استان ایواته، مردم زمانی می‌ترسیدند که یوسه‌ای بتواند مرده‌ها را رستاخیز کند. همچنین به این مسئله اشاره شده است که مردم کوه هورایی پری‌های کوچکی هستند که هیچ دانشی از شر بزرگ ندارند و بنابراین قلب آن‌ها هرگز پیر نمی‌شود. مردم آینو همچنین به نژادی از مردمان کوتاه قامتی می‌گویند که در فولکلور خود به کورو پوک گورو معروف هستند. یکی دیگر از موجودات پری شکل ژاپنی کیجیمونا است، ارواح درختی که در آیین ریوکیوانی استان اوکیناوا گفته می‌شوند.